# Старкветер (Північна Дакота)
Старкветер (англ. Starkweather) — місто (англ. city) в США, в окрузі Ремсі штату Північна Дакота. Населення — 100 осіб (2020).

## Географія
Старкветер розташований за координатами 48°27′8″ пн. ш. 98°52′44″ зх. д. / 48.45222° пн. ш. 98.87889° зх. д. (48.452251, -98.878769).  За даними Бюро перепису населення США в 2010 році місто мало площу 0,36 км², уся площа — суходіл. В 2017 році площа становила 0,34 км², уся площа — суходіл.

## Демографія
Згідно з переписом 2010 року, у місті мешкало 117 осіб у 49 домогосподарствах у складі 34 родин. Густота населення становила 329 осіб/км².  Було 74 помешкання (208/км²).
Расовий склад населення:
| - 86,3 % — білих - 9,4 % — корінних американців |

До двох чи більше рас належало 4,3 %. Частка іспаномовних становила 3,4 % від усіх жителів.
За віковим діапазоном населення розподілялося таким чином: 23,1 % — особи молодші 18 років, 61,5 % — особи у віці 18—64 років, 15,4 % — особи у віці 65 років та старші. Медіана віку мешканця становила 40,9 року. На 100 осіб жіночої статі у місті припадало 95,0 чоловіків;  на 100 жінок у віці від 18 років та старших — 95,7 чоловіків також старших 18 років.
Середній дохід на одне домашнє господарство  становив 55 156 доларів США (медіана — 55 000), а середній дохід на одну сім'ю — 64 262 долари (медіана — 65 729). За межею бідності перебувало 19,5 % осіб, у тому числі 33,3 % дітей у віці до 18 років та 0,0 % осіб у віці 65 років та старших.
Цивільне працевлаштоване населення становило 62 особи. Основні галузі зайнятості: освіта, охорона здоров'я та соціальна допомога — 35,5 %, роздрібна торгівля — 22,6 %, сільське господарство, лісництво, риболовля — 14,5 %, будівництво — 11,3 %.